# Álex Montoya
Álex Montoya Meliá (Valencia, España, 1973) es un director de cine, guionista y productor español.

## Carrera
Licenciado en arquitectura, decidió dedicarse al cine. La mayor parte de su producción han sido cortometrajes, algunos de los cuales han sido premiados. En 2008 dirigió el cortometraje Como conocí a tu padre, galardonado en el Festival Internacional Almería en Corto y en el Festival Cinema Jove, además de obtener una mención especial en el Festival de Cine de Sundance. Su siguiente corto, Marina, recibió el premio del jurado en la Semana de Cine de Medina del Campo y el premio San Fernando en el Festival de Cine Iberoamericano de Huelva. Maquillaje recibió el premio al mejor director en el Festival de Cine Ibérico de Badajoz. En 2013 su corto Lucas ganó nuevamente la Luna de Plata en el Festival Cinema Jove, la Bisnaga de Plata en la categoría de mejor cortometraje en el Festival de Málaga, el premio a mejor cortometraje valenciano en la XXII edición de los Premios Turia y fue nominado a los Goya en la categoría de mejor cortometraje de ficción.
En 2019 dirigió su primer largometraje, titulado Asamblea, estrenado en la plataforma española Filmin y vencedor de la Tesela de Oro en el Festival de Cine de Alicante. La película fue rodada íntegramente en el barrio del Cabañal, en Valencia, y el elenco está conformado por Francesc Garrido, Nacho Fresneda, Cristina Plazas, Marta Belenguer y Greta Fernández.
Su segunda película fue la adaptación de su corto de 2013 Lucas al formato de largometraje. La película recibió una nominación en los XXXVI Premios Goya en la categoría de mejor actor revelación por la interpretación de Jorge Motos. Además, fue galardonada en el Festival de Málaga y en el Festival de Alicante. En los Premios Berlanga, fue nominada en 9 categorías, proclamándose vencedora en dos de ellas.
Su último proyecto, La Casa, fue estrenada el 1 de mayo de 2024 y se trata de una adaptación al cine de la novela gráfica homónima de Paco Roca. La cinta fue rodada en la casa original del autor, ubicada en Olocau, y cuenta con los actores David Verdaguer, Marta Belenguer, Olivia Molina, María Romanillos o Óscar de la Fuente, entre otros. La película fue premiada en la XXVII edición del Festival de Málaga con seis galardones.

## Filmografía

### Cortometrajes
- REC (1999)
- Te quiero (2002)
- Si quieres, puedes (2002)
- Gris (2003)
- Hotel a domicilio (2004)
- ¿Y si hacemos un trío? (2004)
- El punto ciego (2005)
- Abimbowe (2007)
- Cómo conocí a tu padre (2008)
- Marina (2010)
- Maquillaje (2011)
- Lucas (2012)
- El Tío (2013)
- Vampiro (2016)

### Largometrajes
- Asamblea (2019)
- Lucas (2021)
- La casa (2024)

## Premios y nominaciones
Premios Goya
| Año  | Categoría            | Película | Resultado |
| ---- | -------------------- | -------- | --------- |
| 2025 | Mejor guion adaptado | La casa  | Nominado  |

Medallas del Círculo de Escritores Cinematográficos
| Año  | Categoría            | Película | Resultado |
| ---- | -------------------- | -------- | --------- |
| 2024 | Mejor guion adaptado | La casa  | Nominado  |